# Mackenzie-Wolf
|  | Dieser Artikel wurde aufgrund von formalen oder inhaltlichen Mängeln in der Qualitätssicherung Biologie zur Verbesserung eingetragen. Dies geschieht, um die Qualität der Biologie-Artikel auf ein akzeptables Niveau zu bringen. Bitte hilf mit, diesen Artikel zu verbessern! Artikel, die nicht signifikant verbessert werden, können gegebenenfalls gelöscht werden. Lies dazu auch die näheren Informationen in den Mindestanforderungen an Biologie-Artikel. |

Der Mackenzie-Wolf (Canis lupus occidentalis) ist eine Unterart des Wolfes, die in Alaska, den nördlichen Rocky Mountains sowie in West- und Zentralkanada verbreitet ist.

## Merkmale
Der Mackenzie-Wolf ist eine der größten Unterarten des Wolfes. Ein erwachsenes Männchen wiegt über 45 kg und kann bis zu 2 m von der Nasen- bis zur Schwanzspitze messen. Die Schulterhöhe beträgt ca. 90 cm. Das Fell ist meist schwarz oder zeigt ein gemischtes Grau oder Braun, allerdings ist das gesamte Farbspektrum vertreten.

## Verbreitung

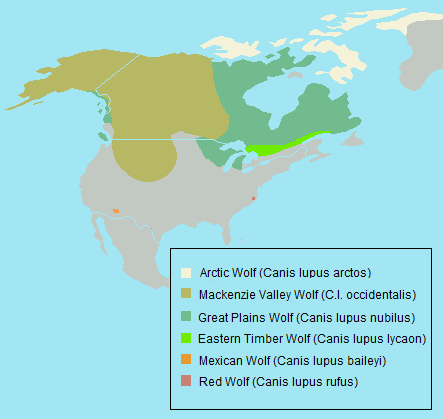
Verbreitungsgebiet des Mackenzie-Wolfs

Der Mackenzie-Wolf war ursprünglich in den südlichen Rocky Mountains, dem Mittleren Westen, Ost-, Nordost- und Südwestkanada und Südost-Alaska verbreitet. In den Vereinigten Staaten außerhalb Alaskas wurde er in den 1930er Jahren ausgerottet. Nach Einführung des Endangered Species Act als Artenschutz-Gesetz des Bundes unter Schutz gestellt, konnte er sich in den 1970er Jahren über die kanadische Grenze zunächst in den Glacier-Nationalpark in Montana ausbreiten. 1995 und 1996 wurden 66 Tiere aus Kanada im Yellowstone-Nationalpark und in Idaho ausgewildert. Sie bildeten den Grundstock einer Population, die sich in zehn Jahren so weit ausbreitete, dass in den Bundesstaaten Idaho, Wyoming und Montana der Schutz des Bundes nicht mehr erforderlich war. Nach gerichtlichen Auseinandersetzungen über das erforderliche Schutzniveau in der Zuständigkeit der Bundesstaaten sind seit Ende 2012 in allen drei Staaten die regionalen Behörden zuständig.